# Siedlung Rossendorf
Die Siedlung Rossendorf ist eine Ortslage des Radeberger Ortsteils Großerkmannsdorf in Sachsen.

## Lage
Die Siedlung Rossendorf befindet sich etwa drei Kilometer südlich vom Ortszentrum Großerkmannsdorfs. Begrenzt wird die Siedlung im Westen durch die Staatsstraße 177 und im Süden durch die Bundesstraße 6. Die Bundesstraße bildet ebenso die Grenze zur Ortslage Rossendorf, welche zur Ortschaft Schönfeld-Weißig und damit zur Stadt Dresden gehört. Nördlich und östlich der Siedlung befindet sich der Karswald.

## Geschichte
Im Bereich der heutigen Kreuzung der B 6 und der S 177 befand sich nach historischen Überlieferungen ein Ort mit dem Namen Rottendorf, der spätestens während der Hussitenkriege im 15. Jahrhundert, wahrscheinlich aber schon eher zerstört und zur Wüstung wurde. Später wurde die Flur der Wüstung Rottendorf zwischen Großerkmannsdorf, Weißig, Schullwitz und dem Rittergut Rossendorf aufgeteilt. Der Großerkmannsdorfer Teil der Wüstung ist das Gelände der heutigen Siedlung Rossendorf.
Als 1956 die Bauarbeiten für das Zentralinstitut für Kernforschung (ZfK) in Rossendorf begannen, wurden am Standort der heutigen Siedlung Wohnbaracken für die Bauarbeiter sowie Funktions- und Lagergebäude errichtet. Nach Beendigung des Baus des Instituts standen die Baracken leer, die Funktionsgebäude wurden teilweise durch das ZfK genutzt. Die Leitung des ZfK beschloss 1960, eine Wohnsiedlung für Bereitschaftspersonal zu schaffen, um auf eventuelle Havarien schneller reagieren zu können. Die alten Wohnbaracken wurden abgerissen, und 1962 begann der Bau der neuen Wohngebäude. Die ersten Wohnungen waren 1964 bezugsfertig. 1966 wurde die Straße durch die Siedlung befestigt. Von 1964 bis 1973 gab es eine Kinderkrippe und einen Kindergarten. Nach deren Schließung eröffnete das ZfK 1974 auf eine Bürgerinitiative hin erneut eine Kindertagesstätte, die bis 1990 bestand.
Umfassende Sanierungsarbeiten an den Gebäuden der Siedlung fanden in den Jahren 1995/1996 statt, wobei unter anderem Balkone und Fassaden erneuert wurden. Das Kanal- und Straßennetz der Siedlung Rossendorf wurde bis Mai 2015 komplett erneuert. Den Baumaßnahmen war ein jahrelanger Disput zwischen Radeberg und Dresden bezüglich der Regenwasser-Ableitung aus der Siedlung vorausgegangen, da diese in den Rossendorfer Teich erfolgt, der sich auf Dresdener Stadtgebiet befindet. Gelöst wurde der Streit mit dem Bau einer Sedimentierungsanlage für das abgeleitete Wasser.

## Wirtschaft und Vereine

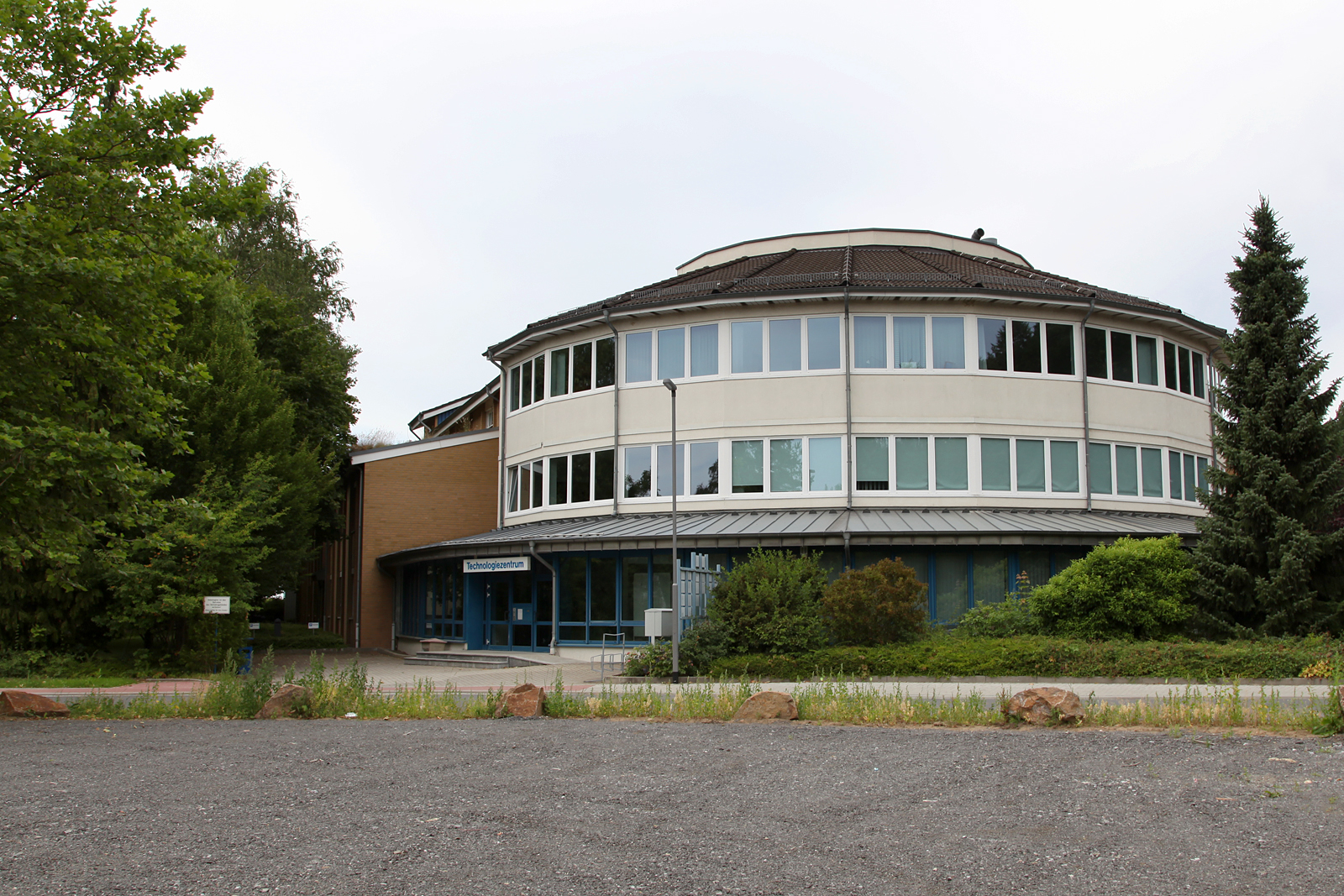
Technologiezentrum Rossendorf

Seit 1995 befindet sich das Technologiezentrum Rossendorf (ROTECH) in der Siedlung, welches eng mit dem Forschungszentrum zusammenarbeitet. Außerdem haben sich mehrere verschiedene Technologie-Unternehmen wie die Gesellschaft für Silizium-Mikrosysteme mbH (GeSiM) und die iseg Spezialelektronik GmbH angesiedelt.
In der Siedlung Rossendorf gibt es den Modellflugclub Rossendorf e.V., der 1967 als Sektion Flugmodellsport der Gesellschaft-für-Sport-und-Technik-Grundorganisation des Zentralinstituts für Kernforschung Rossendorf gegründet wurde. Rudolf Zimmermann, einer der Mitbegründer, wurde nach der Wende durch den internationalen Luftsportverband Fédération Aéronautique Internationale für seine Jugend- und Vereinsarbeit mit einer Goldmedaille ausgezeichnet. In den Jahren 2001/2002 wurde eine ehemalige Baubaracke in der Siedlung zum Werkstattgebäude des Modellflugclubs umgebaut.
Außerdem gibt es in der Siedlung Rossendorf den Kleingartenverein An der Siedlung e.V., einen der über 30 Kleingartenvereine der Stadt Radeberg und ihrer Ortsteile.
Regelmäßig wird ein Nachbarschaftsfest während der Sommermonate in der Siedlung Rossendorf abgehalten. Die erste derartige Veranstaltung fand 1979 statt.

## Sonstiges
Im Juni 2015 gab der Landkreis Bautzen bekannt, dass ab August des Jahres in einem ehemaligen Wohnheim in der Siedlung etwa 70 Asylbewerber untergebracht werden sollen. Die Ankündigung stieß sowohl auf Seiten der Einwohner, als auch bei der Radeberger Stadtverwaltung auf Kritik. Die Hauptargumente gegen die Einrichtung einer Flüchtlingsunterkunft sind die mangelnde Verkehrs- und soziale Infrastruktur, die zahlenmäßige Relation der 70 Asylbewerber zu den 120 Einwohnern der Siedlung sowie fehlende Sicherheitskonzepte. Die ersten Bewohner zogen Anfang August 2015 in die Flüchtlingsunterkunft ein, das Heim wird durch ein Bautzener Unternehmen und verschiedene Bündnisse betreut. Laut Aussage des Leiters der Unterkunft im Dezember 2015 funktioniert das Zusammenleben der Flüchtlinge mit den Siedlungsbewohnern „einigermaßen gut“, das Leben in der Siedlung sei „ein friedliches Nebeneinander“, größere Reibereien traten nicht auf. Sowohl Anwohner als auch Menschen von außerhalb, etwa Studenten aus Dresden helfen dabei, die Flüchtlinge in den Unterkünften zu betreuen.